# Victoria Albis
Victoria Albis, var en afrikansk slavhandlare.
Hon uppges ha varit av luso-afrikansk härkomst. Hon tillhörde den luso-afrikanska klassen av halvportugisiska handlare som sedan flera generationer hade dominerat handeln i regionen som mellanhänder mellan inhemska handlare och de portugiser som utövade inflytande över Senegals kust. 
När fransmännen slutligen tog kontrollen över Senegal från portugiser och holländare, etablerades Saint Louis och ön Gorée som centra för fransmännens handel i Senegal. Den lilla luso-afrikanska handelsklassen samlades därefter på dessa platser under perioden 1701-1725, där den smälte samman med den framväxande fransk-senegalesiska signaraklassen, uppföra hus och hyra ut slavar åt fransmännen för arbete. Victoria Albis och Jeanne Gracia uppges ha två av de första framstående pionjärerna av signarorna på Gorée och var båda luso-afrikanska signaror.
Hennes bostad på Gorée utgjorde muséet Musée de la Femme Henriette-Bathily, invigt 1994. 
Hon var mor till Hélène Aussenac (1734-1778). 